# Cavese 1919
Cavese 1919, zkráceně jen Cavese je italský fotbalový klub hrající v sezóně 2024/25 ve 3. italské fotbalové lize sídlící ve městě Cava de' Tirreni v regionu Kampánie.
Klub byl založen 25. května 1919 jako Unione Sportiva Cavese, díky zájmu některých mladých lidí, ve kterém kromě fotbalu praktikovali i cyklistiku. Prvním prezidentem klubu byl slavný a bohatý muž Michele Coppola, který také nabídl klubu svůj stadion. Začátky byli hraní v regionálních soutěží. Po válce se klub neregistroval do žádné soutěže, až v sezoně 1949/50 začali hrát regionální soutěž. Hráli ji až do sezony 1968/69, když vyhráli a postoupili do čtvrté ligy. Po připojení klubu AC Pro Salerno ke klubu Cavese v roce 1974, přišel v sezoně 1976/77 vítězství ve čtvrté lize. A sezonu 1980/81 již hráli ve druhé lize, kde zůstali tři sezony. 
Na konci sezony 1990/91 je klub vyloučen ze čtvrté ligy kvůli financím. V létě se klub spojil SS Intrepida Lanzara a začal hrát v regionální lize. V sezoně 1996/97 zvítězil v páté lize a v sezoně 2005/06 čtvrtou ligu. V roce 2011 přišel další bankrot. Byl založen nový klub Associazione Sportiva Dilettantistica Città de la Cava 1934 a začali hrát v regionální lize. V sezoně 2017/18 vyhráli play off ve čtvrté lize a tím postup do třetí ligy.
Nejlepšího umístění ve druhé lize bylo 6. místo v sezoně 1982/83.

## Změny názvu klubu
- 1919 – 1939/40 – US Cavese (Unione Sportiva Cavese)
- 1940/41 – 1944 – US Cavese G.Berta (Unione Sportiva Cavese G.Berta)
- 1948/49 – 1959/60 – US Cavese (Unione Sportiva Cavese)
- 1960/61 – GS Tirrenia Cava (Gruppo Sportivo Tirrenia Cava)
- 1961/62 – 1973/74 – Polisportiva Cavese (Polisportiva Cavese)
- 1974/75 – 1978/79 – AS Pro Cavese (Associazione Sportiva Pro Cavese)
- 1979/80 – 1988/89 – SS Cavese (Società Sportiva Cavese)
- 1989/90 – 1990/91 – Pro Cavese Calcio (Pro Cavese Calcio)
- 1991/92 – 1992/93 – SS Intrepida Cavese (Società Sportiva Intrepida Cavese)
- 1993/94 – 1996/97 – SS Cavese Calcio (Società Sportiva Cavese Calcio)
- 1997/98 – 2001/02 – SS Cavese Calcio 1919 (Società Sportiva Cavese Calcio 1919)
- 2002/03 – 2010/11 – SS Cavese 1919 (Società Sportiva Cavese 1919)
- 2011/12 – ASD Città de la Cava 1934 (Associazione Sportiva Dilettantistica Città de la Cava 1934)
- 2012/13 – USD Pro Cavese (Unione Sportiva Dilettantistica Pro Cavese)
- 2013/14 – 2016/17 – USD Cavese 1919 (Unione Sportiva Dilettantistica Cavese 1919)
- 2017/18 – Cavese 1919 (Cevese 1919)

## Získané trofeje

### Vyhrané domácí soutěže
- 4. italská liga ( 2× )

2005/06, 2023/24

## Účast v ligách
| Úroveň soutěže | Název soutěže (nynější název) | První hraná sezona | Poslední hraná sezona | celkem odehraných sezon |
| -------------- | ----------------------------- | ------------------ | --------------------- | ----------------------- |
| 2              | Serie B                       | 1981/82            | 1983/84               | 3                       |
| 3              | Serie C                       | 1926/27            | 2024/25               | 19                      |
| 4              | Serie D                       | 1950/51            | 2023/24               | 32                      |
| 5              | Eccellenza                    | 1994/95            | 2013/14               | 6                       |

## Fotbalisté

### Známí hráči v klubu
- Dario Dainelli – (1999) reprezentant  medailista z ME 21 2002
- Lorenzo Insigne – (2010) reprezentant  medailista z ME 21 2013
- Lino Marzorati – (2019/20) reprezentant  medailista z ME 21 2009